# Малое Треполье
Малое Треполье — деревня Трепольское сельского поселения Михайловского района Рязанской области России.

## Население
| 2010 |
| ---- |
| 16   |